# Доусон (округ, Техас)
Шаблон:StateAbbr_ 32°44′ пн. ш. 101°57′ зх. д. / 32.74° пн. ш. 101.95° зх. д.
Округ Доусон (англ. Dawson County) — округ (графство) у штаті Техас, США. Ідентифікатор округу 48115.

## Історія
Округ утворений 1876 року.

## Демографія
За даними перепису 2000 року загальне населення округу становило 14985 осіб, зокрема міського населення було 12254, а сільського — 2731. Серед мешканців округу чоловіків було 8305, а жінок — 6680. В окрузі було 4726 домогосподарств, 3503 родин, які мешкали в 5500 будинках. Середній розмір родини становив 3,2.
Віковий розподіл населення поданий у таблиці:
| Стать    | До 15 років | 15-21 | 22-29 | 30-39 | 40-49 | 50-65 | 65-85 | Понад 85 |
| -------- | ----------- | ----- | ----- | ----- | ----- | ----- | ----- | -------- |
| Чоловіки | 1599        | 764   | 1062  | 1666  | 1180  | 1124  | 827   | 83       |
| Жінки    | 1469        | 698   | 570   | 827   | 870   | 1018  | 1024  | 204      |

## Відомі люди

### Уродженці
- Стів Пірс — член Палати представників США, республіканець

## Суміжні округи
- Лінн — північ
- Борден — схід
- Говард — південний схід
- Мартін — південь
- Ендрюс — південний захід
- Ґейнс — захід
- Террі — північний захід

## Виноски
1. ↑  U.S. Decennial Census. United States Census Bureau. Архів оригіналу за 26 квітня 2015. Процитовано 22 квітня 2015.
2. ↑  Texas Almanac: Population History of Counties from 1850–2010 (PDF). Texas Almanac. Архів оригіналу (PDF) за 19 квітня 2015. Процитовано 22 квітня 2015.
3. ↑  State & County QuickFacts. United States Census Bureau. Архів оригіналу за 18 жовтня 2011. Процитовано 10 грудня 2013.(англ.) Наведено за англійською вікіпедією.
4. ↑  American FactFinder. Бюро перепису населення США. Архів оригіналу за 21 травня 2008. Процитовано 31 січня 2008.

| США | Це незавершена стаття з географії США. Ви можете допомогти проєкту, виправивши або дописавши її. |